# Alien Breed
Alien Breed is een computerspel uit 1991. Het spel werd ontwikkeld en uitgebracht door Team17 Software Limited. Het spel is qua plot en atmosfeer geïnspireerd op de film Aliens. De gameplay is gebaseerd op het spel Gauntlet uit 1985. Het spel begint als een klassiek sciencefictionverhaal. Het ruimtestation ISRC-4 kreeg een buitenlandse invasie. Twee ruimtevaarders Johnson en Stone zijn de enige mensen die overlevenden en moeten de ruimtestation bevrijden van ruimtewezens. 
De speler bestuurt een ruimtevaarder en het veld wordt van bovenaf getoond. Hij loopt door ruimtes en moet diverse ruimtewezens uitschakelen. Op de vloeren kunnen sleutels van deuren gevonden worden. De sleutels moeten spaarzaam gebruikt worden, want men kan zich buitensluiten en vervolgens een tekort aan sleutels hebben. Andere deuren kunnen maar van een kant geopend worden, aan de andere kant wordt men geëlektrocuteerd.

## Ontvangst
| Beoordeeld door                | Platform | Datum            | Score |
| ------------------------------ | -------- | ---------------- | ----- |
| Computer and Video Games (CVG) | Amiga    | november 1991    | 91%   |
| Pixel-Heroes.de                | Amiga    | januari 2007     | 90%   |
| Amiga Action                   | Amiga    | december 1991    | 87%   |
| The DOS Spirit                 | DOS      | 12 december 2011 | 83%   |
| Amiga Power                    | Amiga    | december 1991    | 82%   |
| PC Gamer                       | DOS      | mei 1994         | 75%   |
| Pelit                          | DOS      | augustus 1993    | 75%   |
| Power Play                     | DOS      | december 1993    | 67%   |
| PC Games (Duitsland)           | DOS      | januari 1994     | 65%   |
| PC Player (Duitsland)          | DOS      | januari 1994     | 58%   |